# Velîki Zahirți, Dubno
Velîki Zahirți (în ucraineană Великі Загірці) este un sat în comuna Tarakaniv din raionul Dubno, regiunea Rivne, Ucraina.

## Demografie
Componența lingvistică a localității Velîki Zahirți
     Ucraineană (98,48%)
     Rusă (1,52%)
Conform recensământului din 2001, majoritatea populației localității Velîki Zahirți era vorbitoare de ucraineană (98,48%), existând în minoritate și vorbitori de rusă (1,52%).